# Timna Brauer

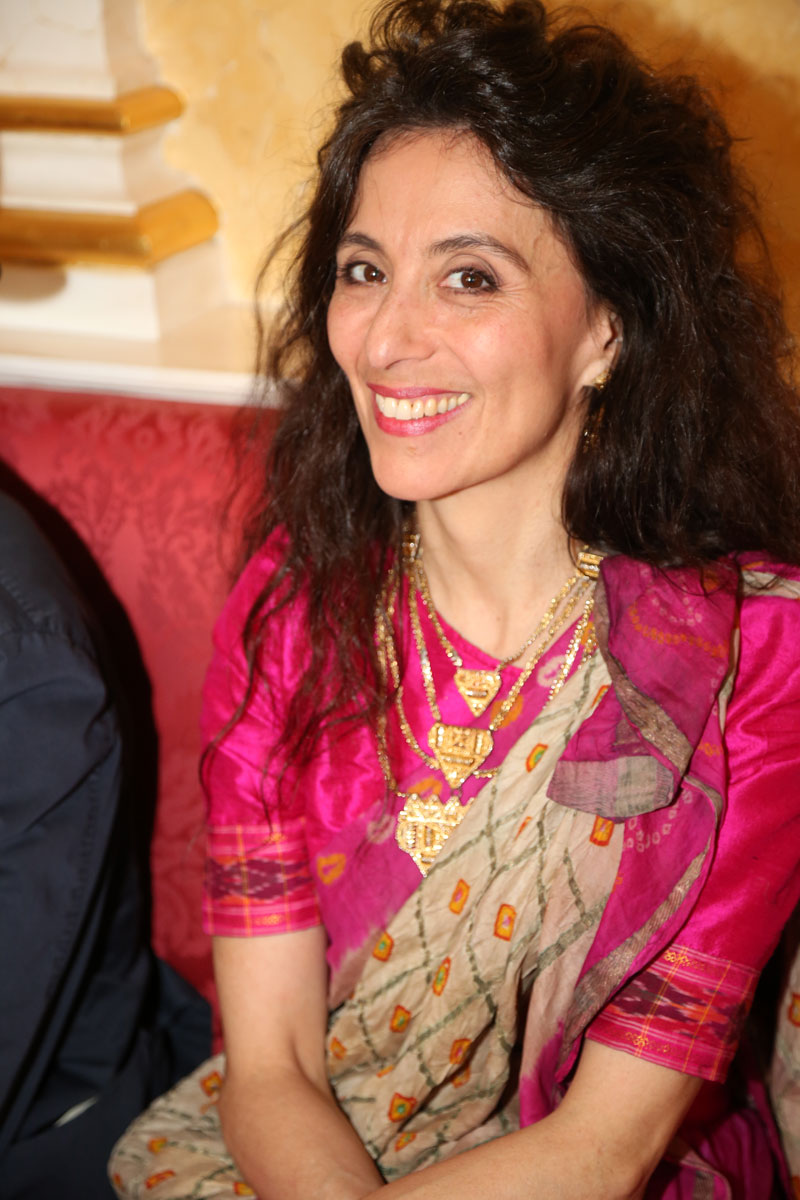
Timna Brauer (2013)

Timna Brauer (hebräisch תימנה בראואר; * 1. Mai 1961 in Wien) ist eine österreichische Sängerin. Sie betätigt sich auch in anderen künstlerischen Sparten.

## Leben
Timna Brauer ist die Tochter des österreichischen Malers Arik Brauer und einer aus dem Jemen stammenden Israelin und Schwester der österreichischen Schauspielerin Ruth Brauer-Kvam. Sie besuchte das Lycée Français in Wien und diente nach eigenen Angaben als Freiwillige drei Jahre lang im israelischen Militär – eine Zeit, die sie sehr geprägt habe.
Brauer studierte Klavier und Gesang am Konservatorium in Wien. Sie promovierte an der Sorbonne über „Die Stimme im Jazz“ und besuchte Meisterkurse im Opernfach (u. a. bei Elisabeth Grümmer), in indischem Gesang und in Jazz-Gesang (am CIM in Paris). Seit 1985 tritt sie zusammen mit ihrem langjährigen Partner, dem Pianisten Elias Meiri, mit dem „Timna Brauer & Elias Meiri Ensemble“ auf. Seit 1990 sind die beiden verheiratet und haben eine 1991 geborene Tochter und einen 1997 geborenen Sohn.
1998 spielte Timna Brauer die ‚Jenny‘ in der Dreigroschenoper mit dem „Ensemble Modern Frankfurt“ (Aufnahme bei BMG), mit der sie auch auf dem Schleswig-Holstein Musikfestival auftraten. 2001 spielte sie Andrew Lloyd Webbers Evita in der Sommerseebühne Klagenfurt. 2002 bis 2004 war sie mit der palästinensisch-israelischen Chor-Gruppe „Voices for Peace“ auf Tournee in Europa, für die Meiri und Brauer auch Lieder arrangierten. Brauer schreibt auch Kinderlieder.
Seit 1995 unterrichtet sie Jazz-Gesang an der Universität Wien.

## Diverses
- 1986 war Timna Brauer die österreichische Teilnehmerin beim Eurovision Song Contest in Norwegen. Sie erreichte dort mit dem Lied Die Zeit ist einsam den 18. Platz.
- 2004 kreierte Timna Brauer für die Telekom Austria Kinderklangwolke in Linz das musikalische Märchen Die begeisterten Trommeln.
- Bei der 3. Staffel der österreichischen Dancing Stars, beginnend am 9. März 2007, nahm sie teil, schied aber frühzeitig aus.

## Musikalische Werke

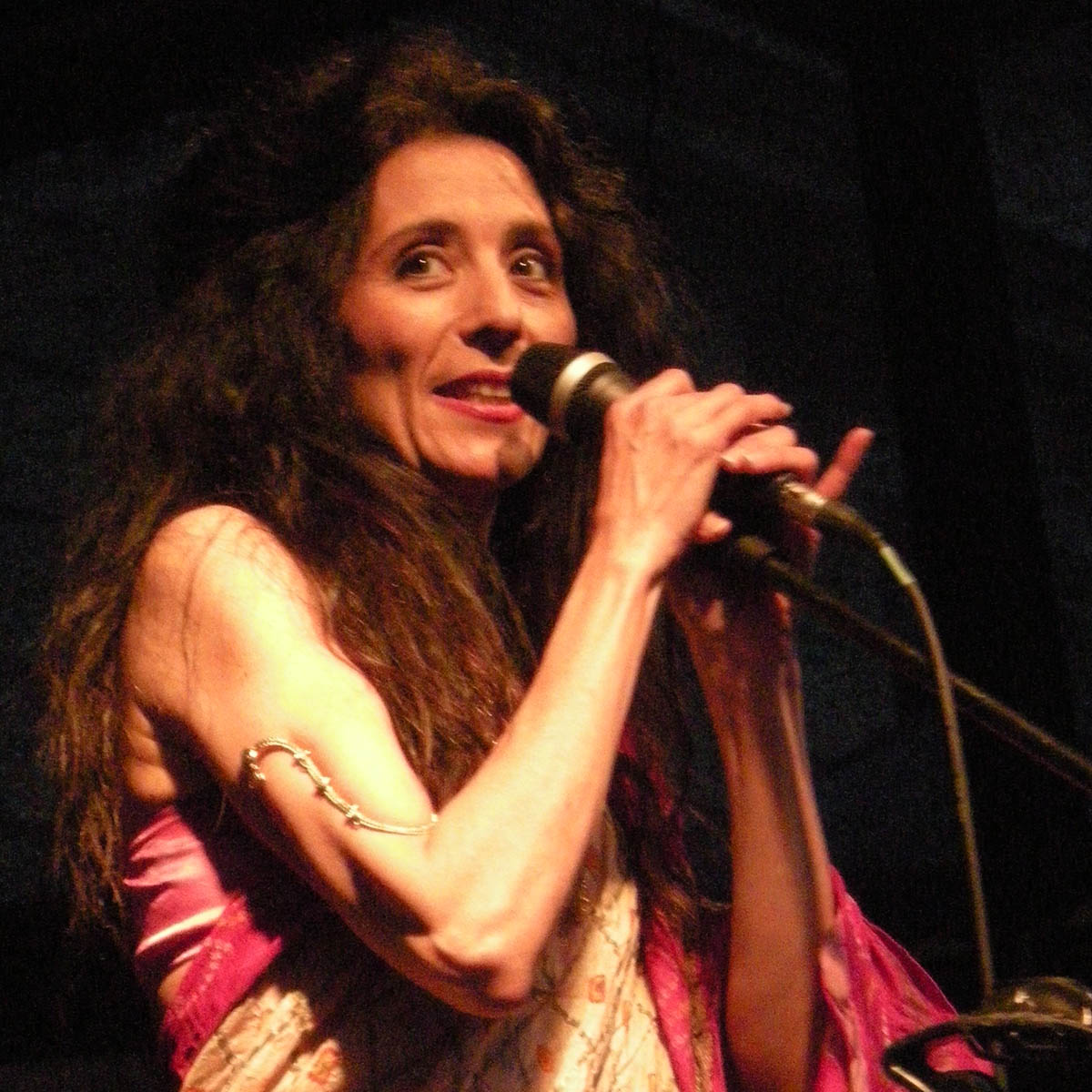
Timna Brauer (Wien 2008)

- 1987: Orient (Timna Brauer & Elias Meiri Ensemble)
- 1992: Mozart „Anders“ (Timna Brauer & Elias Meiri Ensemble; Variationen über die Zauberflöte)
- 1996: Tefila-Prayer / Jewish Spirituals (Timna Brauer)
- 1997: Chansons et violons (Timna Brauer & Elias Meiri; Chansons von Jacques Brel, Georges Brassens)
- 1999: Die Brauers (komplette Familie Brauer – 3 Generationen)
- 2001: Songs from Evita (Timna Brauer)
- 2001: Voices for Peace (Timna Brauer und verschiedene Chöre)
- 2005: Kinderlieder aus Europa: CD + Hörbuch (Timna Brauer & Elias Meiri Ensemble + Kinder)
- 2006: Der kleine Mozart: Hörspiel-CD für Kinder (Timna Brauer & Elias Meiri Ensemble)
- 2009: Poesie mit Krallen (Arik & Timna Brauer)
- 2014: Yiddish Tango (Timna Brauer & Elias Meiri Ensemble)
- 2015: Chant for Peace (Timna Brauer & Elias Meiri Ensemble & Zisterziensermönche vom Stift Heiligenkreuz)
- 2022: Minnesang & Drang (Timna Brauer & Vienna Tango Quintet)

## Bücher

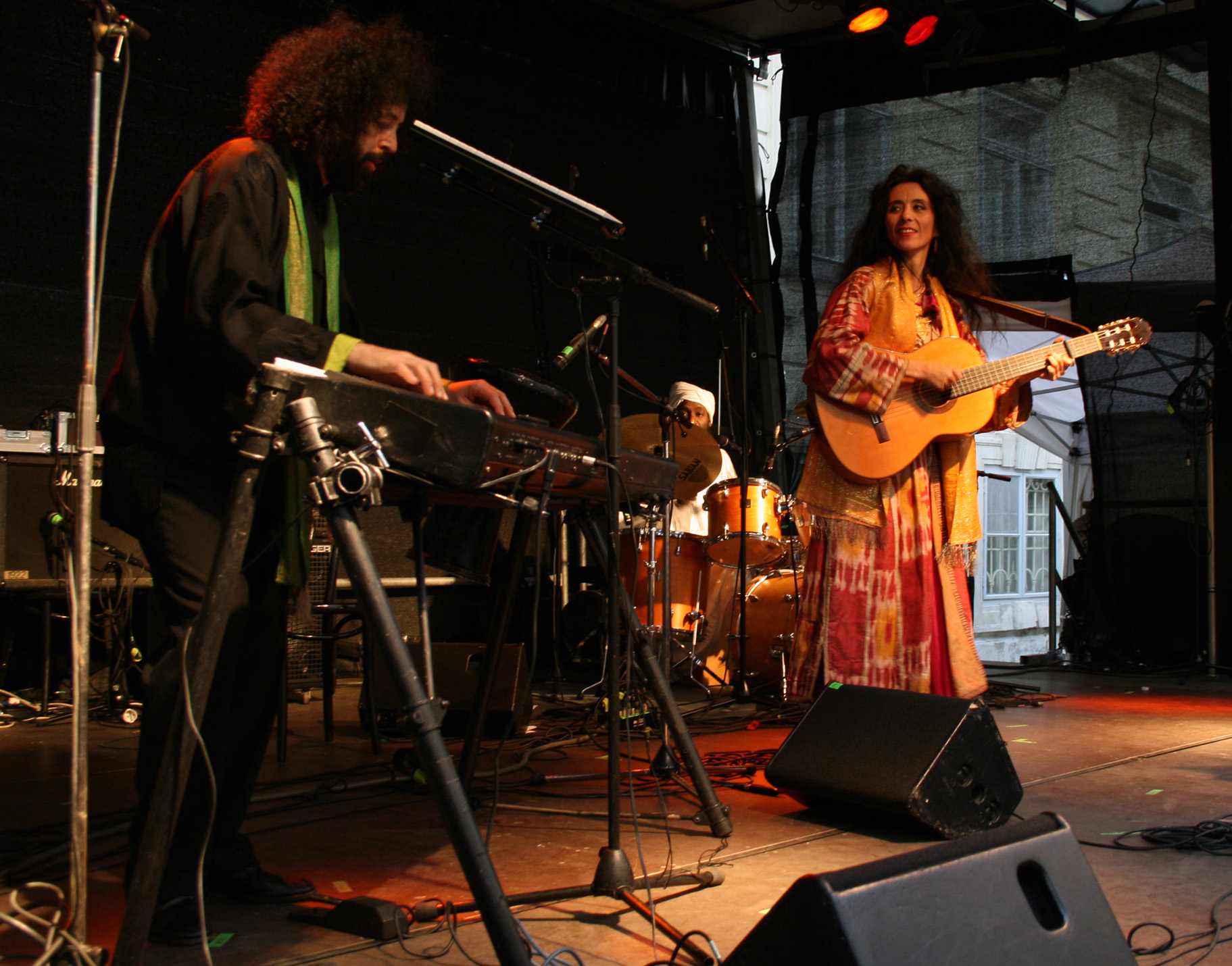
Timna Brauer & Elias Meiri Ensemble (Wien 2008)

- Timna Brauer: Reise durch die Weltmusik. Inclusive CD. Picus Verlag, Wien 2007, ISBN 978-3-85452-898-2.
- Timna Brauer, Birgit Antoni: Wir singen in vielen Sprachen. Annette Betz (Ueberreuter), Wien 2005, ISBN 3-219-11211-0.
- Timna Brauer, Elias Meiri: World Music Israel. Violine (Notenband). DNB 358047579.
- Timna Brauer, Florence Dailleux (Illustrationen): Weihnachten ist überall. Fantastische Geschichten zu Traditionen aus aller Welt, G&G Verlag, Wien 2023, ISBN 978-3-7074-2437-9